# Clayman
Clayman es el quinto álbum de estudio de la banda sueca de death metal melódico In Flames, publicado el 3 de julio de 2000 por Nuclear Blast. Este álbum es el último de la banda dentro del death metal melódico, ya que los posteriores trabajos contienen influencias del metal alternativo (aunque en este álbum ya se pueda apreciar esta clase de influencias). La mayoría de las letras tratan sobre depresiones y luchas internas. 
La portada está basada en el Hombre de Vitruvio de Leonardo da Vinci, con una cabeza de bufón detrás. La banda rodó dos vídeos musicales para promocionar el disco: uno para "Pinball Map" y el otro para "Only for the Weak".

## Lista de canciones
Todas las letras escritas por Anders Fridén, toda la música compuesta por Jesper Strömblad y Björn Gelotte. 
| N.º | Título                                      | Duración |  |
| 1.  | «Bullet Ride»                               | 4:42     |  |
| 2.  | «Pinball Map»                               | 4:08     |  |
| 3.  | «Only for the Weak»                         | 4:55     |  |
| 4.  | «...As the Future Repeats Today»            | 3:27     |  |
| 5.  | «Square Nothing»                            | 3:57     |  |
| 6.  | «Clay Man»                                  | 3:28     |  |
| 7.  | «Satellites and Astronauts»                 | 5:00     |  |
| 8.  | «Brush the Dust Away»                       | 3:17     |  |
| 9.  | «Swim»                                      | 3:14     |  |
| 10. | «Suburban Me» (featuring Christopher Amott) | 3:35     |  |
| 11. | «Another Day in Quicksand»                  | 3:56     |  |

Edición japonesa y asiática de 2000 y 2003
| 2000 Japanese pressing & some 2003 Asian releases |                                               |          |  |
| N.º                                               | Título                                        | Duración |  |
| 12.                                               | «Strong and Smart» (versión de No Fun at All) | 2:22     |  |

Edición de lujo del año 2005, edición recargada de 2008
| 2005 Deluxe edition & 2008 Reloaded edition |                                          |          |  |
| N.º                                         | Título                                   | Duración |  |
| 12.                                         | «Strong and Smart» (No Fun at All cover) | 2:22     |  |
| 13.                                         | «World of Promises» (cover de Treat)     | 3:49     |  |

Relanzamiento, 2010
| 2010 re-release |                                          |          |  |
| N.º             | Título                                   | Duración |  |
| 12.             | «Only for the Weak» (Live version)       | 4:51     |  |
| 13.             | «Pinball Map» (Live version)             | 4:30     |  |
| 14.             | «Strong and Smart» (No Fun at All cover) | 2:22     |  |

## Personal
- Anders Fridén - voz
- Jesper Strömblad - guitarra
- Björn Gelotte - guitarra
- Peter Iwers - bajo
- Daniel Svensson - batería
- Charlie Storm - programación y sintetizador
- Fredrik Nordström - programación adicional y sintetizador
- Christopher Amott - solo de guitarra en "Suburban Me"